# Humat al-Hima
"Ḥumāt al-Ḥimá" (tiếng Ả Rập: حماة الحمى, Những người bảo vệ quê hương) là quốc ca của Tunisia; được sáng tác bởi Mostafa Saadeq Al-Rafe'ie và Aboul-Qacem Echebbi.

## Lịch sử
Lời bài hát được viết vào những năm 1930 bởi Mostafa Saadeq Al-Rafe'ie, nhà thơ người Ai Cập gốc Liban. Mặc dù một số người nói rằng giai điệu được sáng tác bởi Mohammed Abdel Wahab, nhà âm nhạc học người Tunisia Salah El Mahdi đã tuyên bố giai điệu được sáng tác bởi nhà thơ Ahmed Kheireddine, trong khi nhạc gốc cho bài thơ được sáng tác bởi Zakariyya Ahmad.
Những câu thơ cuối của bài hát được viết bởi Aboul-Qacem Echebbi. Theo El Mahdi, những câu thơ này đã được thêm vào lời bài hát vào tháng 6 năm 1955 bởi nhà chủ nghĩa dân tộc Mongi Slim.
Được biết đến như là "Thánh ca của Cách mạng", nó được hát trong các cuộc họp của đảng Neo Destour mà sau đó đổi tên thành Đảng Xã hội Chủ nghĩa. "Humat al-Hima" tạm thời được sử dụng làm quốc ca giữa cuối thời kỳ quân chủ vào ngày 25 tháng 7 năm 1957 và thông qua "Ala Khallidi" làm quốc ca chính thức vào ngày 20 tháng 3 năm 1958, khi nó thay thế cho Salam al-Bey. "Humat al-Hima" sau đó được thay thế bằng "Ala Khallidi" nhưng được đưa trở lại sau cuộc đảo chính, đưa tổng thống Zine El Abidine Ben Ali lên nắm quyền vào ngày 7 tháng 11 năm 1987.

## Lời bài hát
| حماة الحمى (Tiếng Ả Râp) | Humat al-Hima (Latinh hóa tiếng Ả Rập) | Những người bảo vệ quê hương (Lược dịch tiếng Việt) |
| --- | --- | --- |
| حماة الحمى يا حماة الحمى هلموا هلموا لمجد الزمن لقد صرخت في عروقنا الدماء نموت نموت ويحيا الوطن لتدو السماوات برعدها لترم الصواعق نيرانها إلى عز تونس إلى مجدها رجال البلاد وشبانها فلا عاش في تونس من خانها ولا عاش من ليس من جندها نموت ونحيا على عهدها حياة الكرام وموت العظام ورثنا السواعد بين الأمم صخورا صخورا كهذا البناء سواعد يهتز فوقها العلم نباهي به ويباهي بنا وفيها كفا للعلى والهمم وفيها ضمان لنيل المنى وفيها لأعداء تونس نقم وفيها لمن سالمونا السلام إذا الشعب يوما أراد الحياة فلا بدّ أن يستجيب القدر ولا بد لليل أن ينجلي ولا بد للقيد أن ينكسر | Refrain: Ḥumāt al-ḥimá yā ḥumāt al-ḥimá Halummū halummū li-majdi iz-zaman Laqad ṣarakhat fī ʿurūqinā ad-dimā Namūtu namūtu wa-yaḥyā al-waṭan Li-tadwi is-samāwātu bi-raʿdihā Li-tarmi iṣ-ṣawāʿiqu nīrānahā Ilá ʿizzi Tūnis ilá majdihā Rijāl al-bilādi wa-shubbānahā Fa-lā ʿāsha fī Tūnis man khānahā Wa-lā ʿāsha man laysa min jundihā Namūtu wa-naḥyā ʿalá ʿahdihā Ḥayāt al-kirāmi wa-mawt al-ʿiẓām Refrain Wa-rithnā as-sawāʿida bayn al-ʾumam Ṣukhūran ṣukhūran ka-hadhā al-bināʾ Sawā'idu yahtazzu fawqahā al-ʿalam Nubāhī bihi wa-yubāhī binā Wa-fīhā kafā lil-ʿulá wa-al-himam Wa-fīhā ḍamānun li-nayli il-muná Wa-fīhā li-ʾaʿdāʾi Tūnis niqam Wa-fīhā li-man sālamūnā as-salām Refrain Idhā ash-shaʿbu yawman arāda al-ḥayāh Fa-lā budda an yastajīb al-qadar Wa-lā budda lil-layli an yanjalī Wa-lā budda lil-qaydi an yankasir Refrain | Điệp khúc: Ôi những người bảo vệ quê hương! Đã đến lúc tập hợp dưới ánh hào quang! Dòng máu đỏ đang tuôn trào trong tĩnh mạch: « Chúng ta nguyện chết vì quê hương chúng ta! » Làm cho tầng mây gầm thét những tiếng sấm Làm cho sấm sét trút như mưa với ngọn lửa! Hỡi những người trai trẻ Tunisia ! Hãy đứng lên khi Tổ quốc vẫy gọi ! Mảnh đất này không có chỗ cho lũ phản bội. Mà chỉ dành cho những người anh hùng mà thôi! Chúng ta nguyện một lòng vì Tunisia, Sống ngạo nghễ và chết trong vinh quang! Điệp khúc Ta may mắn là người con của quốc gia này: Đôi tay ta vững chắc tựa như đá ! Ta giữ chặt ngọn cờ, để lá cờ tung bay kiêu hãnh! Ta hãnh diện về lá cờ, và lá cờ ấy tự hào về ta. Ta sẽ đạt được ước vọng sáng ngời ! Chắc chắc ta sẽ thực hiện được ước muốn của ta, Kẻ thù kia rồi sẽ nhận lấy thất bại. Và anh em ta sẽ mãi sống trong hòa bình. Điệp khúc Chừng nào ta còn sống trên cõi đời này, Thì định mệnh sẽ trả lời ta! Áp bức bóc lột rồi cũng tan biến! Ta đứng lên đập tan xiềng xích! Điệp khúc |

## Liên kết
- Tunisia: Humat al-Hima – Audio of the national anthem of Tunisia, with information and lyrics